# Voz d'Amor
Albums de Cesária Évora
São Vicente di Longe
(2000) Rogamar
(2006)
Voz d'Amor est le neuvième album de la chanteuse de morna coladeira cap-verdienne Cesária Évora, sorti en 2003.
Il remporte un Grammy Award dans la catégorie « Meilleur album de musique du monde contemporaine » en 2004.

## Historique

### Enregistrement et production
L'album est  enregistré au studio Do Soul à Paris en France par Stéphane Caisson assisté de Gérard Noël-Pierre,. 
Des enregistrements complémentaires sont réalisés au studio Abdala à La Havane à Cuba par Carlito,.
L'album est produit par José da Silva pour Lusafrica,. 
Le mixage est effectué en mai et juin 2003 au studio Plus XXX et au studio Do Soul à Paris par Stéphane Caisson, Fernando Andrade et José da Silva et la mastérisation (matriçage) est réalisée par André Perriat au studio Top Master à Paris,.

### Publication
L'album sort en CD en 2003 sur le label Lusafrica en Europe, au Canada et aux États-Unis, mais également sur le label BMG en Europe et au Canada et sur les labels Bluebird et Arista au Canada et aux États-Unis.
Le design de la pochette est l'œuvre de Hartland Villa et les photos sont de Joe Wuerfel.

## Accueil

### Accueil critique
Le site AllMusic attribue 4 étoiles à l'album Voz d'Amor.
Le critique Steve Leggett d'AllMusic estime que « Le premier morceau, Isolada, une morna écrite par l'oncle d'Évora, le poète B. Leza, met en vedette la mandoline de Hamilton de Holanda et convient parfaitement à la voix chaude et suave d'Évora. Le morceau le plus marquant est la magnifique complainte Marde Canal, une mélodie traditionnelle du Cap-Vert sur des paroles de Fernando Andrade évoquant la beauté et la traîtrise du détroit maritime entre São Vicente et Santo Anton. La voix d'Évora est ici tour à tour triste, résignée et sage. Voz d'Amor est un autre excellent album d'une chanteuse remarquable. ».

### Distinction
En 2004, Cesária Évora remporte un Grammy Award dans la catégorie « Meilleur album de musique du monde contemporaine » avec l'album Voz d'Amor,.
C'est la première fois qu'elle l'obtient malgré la nomination dans cette même catégorie de ses cinq albums précédents, :
- 1996 : Cesária
- 1998 : Cabo Verde
- 1999 : Miss Perfumado
- 2000 : Café Atlantico
- 2002 : São Vicente di Longe

## Liste des morceaux
L'album comprend les quatorze morceaux ci-dessous, :
| 1.    | Isolada             | B. Leza                            | 5:27 |
| 2.    | Velocidade          | Luis Morais                        | 3:21 |
| 3.    | Amdjer de Nos Terra | Teófilo Chantre / Vitorino Chantre | 4:43 |
| 4.    | Beijo Roubado       | Adelino Moreira                    | 4:09 |
| 5.    | Djarmai Di Meu      | Adalberto Silva                    | 4:39 |
| 6.    | Monte Cara          | Toy Vieira / Luis Lima             | 4:10 |
| 7.    | Ramboia             | Manuel de Novas                    | 4:58 |
| 8.    | Jardim Prometido    | Teófilo Chantre                    | 4:47 |
| 9.    | Nha Coração Tchora  | Manuel de Novas                    | 4:55 |
| 10.   | Saia Travada        | Gregorio Gonçalves                 | 3:05 |
| 11.   | Pomba               | Biloca                             | 3:23 |
| 12.   | Mar de Canal        | Fernando Andrade                   | 4:02 |
| 13.   | Milca Ti Lidia      | Adalberto Silva                    | 4:15 |
| 14.   | Voz d'Amor          | Teófilo Chantre                    | 4:27 |
| 60:45 |                     |                                    |      |

## Musiciens
- Cesária Évora : chant
- Fernando Andrade (Nando) : direction de l'orchestre, piano, chœurs
- João Pina Alves (Kako) : guitare, guitare 12 cordes,cavaquinho, chœurs
- Antonio Alves (To) : cavaquinho, chœurs
- Virgilio Julio Duarte (Gil) : guitare basse acoustique
- Antonio Domingos Gomes Fernandes (Totinho) : saxophone, percussions, chœurs
- Ademiro José Miranda (Miroca) : percussions
- Julián Corrales Subida : violon